# Mautodontha subtilis
Mautodontha subtilis foi uma espécie de gastrópodes da família Charopidae.
Foi endémica da Polinésia Francesa.